# Zikryci
Zikryci, zwani też mahdiwitami – odłam islamu, którego wyznawcy zamieszkują przede wszystkim region Mekran Beludżystanu (Pakistan i Iran); wyznawcy to głównie etniczni Beludżowie, należy jednak podkreślić, że większość Beludżów to sunnici. Zikryci to wyznawcy XV-wiecznego Mahdiego zwanego Nur Pak (Czysta Światłość) – Muhammada Jaunpuriego. Jest ich obecnie między 600 tysięcy a milionem. Są jedną z najsłabiej poznanych na Zachodzie grup islamu mających statystycznie istotną liczbę wiernych.
Większość działań religijnych zikrytów jest taka sama jak sunnitów: modlitwa do Allaha pięć razy dziennie, przestrzeganie pięciu filarów islamu i uważanie się za muzułmanów. Jednak dla zikrytów równie ważna co pielgrzymka do Mekki jest pielgrzymka (zirajat) na górę, którą w języku perskim nazywają Koh-e-Murad. Jest to tak ważne, ponieważ przebywał tam ich Mahdi. Góra znajduje się w pobliżu miasta Turbat (Beludżystan). Zirajat swe główne obchody ma w dwudziestą siódmą noc ramadanu; inne święta zikrytów są związane albo z ich Mahdim, albo z okresem ramadanu. Świątynie zikrytów są podobne do meczetów, jednak posiadają cechy sprzeczne z islamem np. brak podwyższenia w stronę Mekki.
Zikryci stanowią większość w dystrykcie Gwadar, niewielkie grupy również w innych częściach Pakistanu oraz w Iranie. Zikryci, podobnie jak wyznawcy ahmadijja, są prześladowani w Pakistanie przez sunnicką większość, a ponieważ są to głównie biedni wieśniacy lub nomadowie, to dodatkowo sprawia, iż sunnici uważają ich za „głupców, których Allah karze za herezję”. Zikryci obawiają się, że rząd Pakistanu uzna ich za „podszywających się za muzułmanów” jak wiernych ahmadijji i prześladowania na nich osiągną jeszcze większy i sankcjonowany przez państwo i prawo poziom.